# Vilhelm Wolfhagen
Vilhelm "Wolle" Wolfhagen (fødet 11. november 1889 i København, død 5. juli 1958 i Frederikshavn) var en dansk fodboldspiller, som scorede 14 mål i 18 kampe for landsholdet, og vandt sølvmedaljer ved OL 1908 og 1912. Wolfhagen spillede hele sin karriere fra 1906 til 1918 i Kjøbenhavns Boldklub (KB), med hvem han har vundet flere danske mesterskaber. Det blev til 88 kampe for klubben. 
Han deltog i Danmarks første officielle landskamp, spillet ved OL 1908, da han som innerwing scorede fire mål i 9-0 sejren mod Frankrigs A-hold. Han scorede yderligere fire mål i kampen mod Frankrigs B-hold, som Danmark besejrede med 17-1, den største sejr nogensinde for et dansk fodboldlandshold. I finalen tabte Danmark 2-0 til Storbritannien og vandt således sølvmedaljer. Fire år senere ved OL i Stockholm scorede Wolfhagen ét mål i Danmarks tre indledende kampe, inden holdet igen blev besejret af Storbritannien i finalen. Han afsluttede sin landsholdskarriere i oktober 1917 efter at have scoret 14 mål i 18 landskampe. Han sluttede karrieren fuldstændigt i 1918 efter en meniskoperation.
Wolfhagen var også en dygtig bandyspiller. Han spillede for Fredriksberg Skøjteløberforening 1902-1922 og deltog som bandyspiller i Nordiska Spelen 1909 og 1917. Han var 1929 med på det Københavns hold, med flere tidligere landsholdspillere i fodbold som Einar Middelboe, Poul Graae, og Harry Bendixen, som spillede mod svenske Södertälje SK, kampen var den første internationale kamp for et dansk ishockeyhold. 
Wolfhagen var oberst i artilleriet.

## Eksterne links
- Vilhelm Wolfhagens profil på Olympics.com (engelsk)
- Vilhelm Wolfhagens profil hos databaseOlympics.com (arkiveret) (engelsk)
- Vilhelm Wolfhagens profil på Sports-Reference OL-resultater (arkiveret) (engelsk)
- Vilhelm Wolfhagens profil på Olympedia (engelsk)
- Vilhelm Wolfhagens spillerprofil i DBU's Landsholdsdatabase
- Vilhelm Wolfhagens profil hos EU-football.info (engelsk)
- Vilhelm Wolfhagens spillerprofil på Transfermarkt (engelsk)
- Vilhelm Wolfhagens spillerprofil på national-football-teams.com (engelsk)
- Vilhelm Wolfhagens profil på WorldFootball.net (engelsk)
- Vilhelm Wolfhagens profil hos FootballDatabase.eu (engelsk)